# Ad Duas Lauros
Il toponimo "ad duas lauros" (in latino "ai due allori") identifica una grande proprietà imperiale romana, oggi compresa nel Parco Archeologico di Centocelle a Roma.

## Storia
La zona viene citata per la prima volta nel "Liber Pontificalis", riferendosi alla grande proprietà imperiale che partiva dal terzo miglio della via Labicana ove sorgeva una grande villa, identificata nell'abitazione dei Flavi Cristiani, quale residenza dell'imperatrice Elena. 
La datazione si riferisce al mutamento della tecnica costruttiva, cambiando la destinazione d'uso di alcune abitazioni in terme.
In seguito l'imperatrice dona la proprietà alla Chiesa, come citato sempre nel "Liber Pontificalis" nella parte dedicata alla vita di papa Silvestro I. 
La proprietà era ancora in uso nel V secolo, dato che le fonti riportano questo come luogo della morte di Valentiniano III e successivamente fu istituita qui la diocesi suburbicaria "Subaugusta", poi sciolta in occasione delle invasioni barbariche.
L'edificazione dell'aeroporto di Centocelle, nel 1926, ha obliterato parte degli impianti archeologici, dando origine probabilmente anche al toponimo attuale di "Centocelle".

## La villa
La villa detta Ad Duas Lauros presenta diverse fasi costruttive a partire dall'età repubblicana fino all'epoca tardo antica (V-VI sec. d.c.).
I resti più antichi sono riferibili ad un edificio di età medio-repubblicana con muri in opera quadrata e pavimenti in tufo, diversamente orientato rispetto al grande impianto di epoca successiva; annesso a questo edificio doveva essere un impianto agricolo le cui tracce testimoniano la coltivazione della vite in filari.
L'impianto successivo subisce nel tempo modifiche ed ampliamenti. La villa, nel suo periodo di massima espansione, occupava un'area di oltre un ettaro.